# 751
751 (DCCLI) je bilo navadno leto, ki se je po julijanskem koledarju začelo na petek.

## Dogodki
- Pipin Mali postane frankovski kralj.
- langobardski kralj Ajstulf zavzame bizantsko Raveno.

## Rojstva
- 28. junij - Karlman I., kralj Frankov († 771)